# 中國人民解放軍海軍補給艦列表
中国人民解放军海军目前共建造过至少23艘补给舰，其中5艘退役，15艘现役，3艘下水舾装。

## 第一代
- 718型，3艘退役，分別为翻阳湖号（舷号882）、洪泽湖号（舷号881），另为巴基斯坦海军建造1艘
- 904型，2艘退役，分別为洞庭湖号（舷号883）、镜泊湖号（舷号884）

## 第二代
- 905型(Komandram Fedko级改装)，现役1艘
  - 青海湖号（舷号885）

## 第三代
- 903型，现役2艘
  - 866号“千岛湖”号（获《远洋补给标兵舰》称号）
  - 887号“微山湖”号[1][2]。

- 903A型，现役7艘，下水2艘
  - 889号“太湖”号
  - 890号“巢湖”号
  - 902号“东平湖”号（原舷号960）
  - 904号“高邮湖”号（原舷号966）
  - 907号“骆马湖”号（原舷号964）
  - 906号“洪湖”号（原舷号963）
  - 903号“可可西里湖”号（原舷号968）

- 904A型，现役1艘
  - 抚仙湖号（舷号888）
- 904B型，现役2艘
  - 军山湖号（舷号908，原961）
  - 瀘沽湖号（舷号909，原962）

## 第四代
- 901型综合补给舰，现役2艘，下水1艘
  - 901号“呼伦湖”舰（原舷号965）
  - 905号“查干湖”舰（原舷号967）